# Ctenopterella nhatrangensis
Ctenopterella nhatrangensis är en stensöteväxtart som först beskrevs av Carl Frederik Albert Christensen och Tardieu, och fick sitt nu gällande namn av Barbara S. Parris. Ctenopterella nhatrangensis ingår i släktet Ctenopterella och familjen Polypodiaceae. Inga underarter finns listade.